# Orietta Grossi
Orietta Grossi (Roma, 20 de junio de 1959-Roma, 18 de enero de 2024) fue una baloncestista italiana que jugó en la posición de pívot.

## Carrera

### Club
| Periodo   | Club                |
| --------- | ------------------- |
| 1977-1981 | FIAT Torino         |
| 1981-1982 | Algida Roma         |
| 1983-1986 | Stelle Marine Ostia |
| 1986-1988 | Basket Bari Puglia  |

### Selección nacional
Jugó para Italia en 25 ocasiones y estuvo en los Juegos Olímpicos de Moscú 1980.

## Logros
- Serie A1 (1): 1980
- Euroliga Femenina (1): 1980